# Ален Фінкелькрот
Ален Фінкелькрот, часом: Фінкелькраут (фр. Alain Finkielkraut, фр. вимова: [finkɛlkʁot]; *30 червня 1949, Париж) — французький філософ, письменник, публічний інтелектуал. Член Французької академії з 2014 року. Фінкелькрот є автором багатьох книжок і есе на широкий спектр тем, зокрема з проблем ідентичності, антисемітизму, французького колоніалізму, міжетнічних конфліктів, асиміліації імігрантів, югославських воєн тощо.

## Біографія
Фінкелькрот народився в польсько-єврейській родині торговця шкірами. Фінкелькрот закінчив паризький Ліцей Генріха IV й продовжив навчання у Вищій нормальній школі. По закінченні він викладав філософію в Політехнічній школі та працював радіоведучим на французькому радіоканалі France Culture.
2000 року Фінкелькрот разом з Бенні Леві та Бернаром-Анрі Леві заснував у Єрусалимі Інститут досліджень Левінаса, названий на честь французько-єврейського філософа Емануеля Левінаса. Нині інститут знаходиться в Парижі.
2007 року Тель-Авівський університет присудив Фінкелькроту звання почесного доктора. У квітні 2014 року Алена Фінкелькрота було обрано до Французької академії. Під час Президентської кампанії 2017 року підтримував кандидатуру колишнього прем'єр-міністра Мануеля Вальса і різко виступав проти кандидатур Марін Ле Пен та Еммануеля Макрона.

## Твори
- The Religion of Humanity and the Sin of the Jews, essay in Azure magazine.
- Reflections on the Coming Anti-Semitism [Архівовано 8 жовтня 2013 у Wayback Machine.], essay in Azure magazine.
- Ralentir, mots-valises !, Seuil (1979)
- Le nouveau désordre amoureux, Seuil (1977)
- Au coin de la rue, l'aventure, Seuil (1979)
- Petit fictionnaire illustré : les mots qui manquent au dico, Seuil (1981)
- Le Juif imaginaire, Seuil (1981)
- L'avenir d'une négation, Seuil (1982)
- La sagesse de l'amour, Gallimard (1984)
- La défaite de la pensée, Gallimard (1987)
- La mémoire vaine, du Crime contre l'humanité, Gallimard (1989)
- Comment peut-on être Croate ?, Gallimard (1992)
- L'humanité perdue, Seuil (1996)
- Le mécontemporain. Charles Péguy, lecteur du monde moderne, Gallimard (1992)
- L'ingratitude. Conversation sur notre temps avec Antoine Robitaille, Gallimard (1999)
- Une voix vient de l'autre rive, Gallimard (2000)
- Internet, l'inquiétante extase, Mille et une nuits (2001)
- Penser le XXe siècle, École Polytechnique (2000)
- Des hommes et des bêtes, Tricorne (2000) разом з Елізабет де Фонтене
- L'imparfait du présent. Pièces brèves, Gallimard (2002)
- Enseigner les lettres aujourd'hui, Tricorne (2003)
- Les battements du monde, Pauvert (2003)
- Au nom de l'Autre. Réflexions sur l'antisémitisme qui vient, Gallimard (2003)
- Nous autres, modernes: quatre leçons, Ellipses (2005)
- Ce que peut la littérature Stock (2006)
- Entretiens sur la laïcité, Verdier (2006)
- Qu'est-ce que la France Stock (2007)
- La querelle de l'école, Stock (2007)
- Philosophie et modernité, École Polytechnique (2008)
- Un cœur intelligent, Stock/Flammarion (2009)
- " Pour une décence commune " in Regards sur la crise. Réflexions pour comprendre la crise… et en sortir, essay contributed to a collective work edited by Antoine Mercier, Paris, Éditions Hermann, 2010.
- L'explication, conversation avec Aude Lancelin, з Аленом Бадью, Nouvelles Éditions Lignes, 2010.
- L'interminable écriture de l'Extermination, with Finkielkraut's direction, transcriptions of TV appearances on Répliques de France Culture, Stock, 2010.
- Et si l'amour durait, Stock, 2011
- L'identité malheureuse, Stock, 2014
- La Seule Exactitude, Stock, octobre 2015 (ISBN 978-2234078970)
- En terrain miné, avec Elisabeth De Fontenay, Stock, 2017 (ISBN 978-2234083424)
- Des animaux et des hommes, Stock, 2018

## Переклади українською
- Ален Фінкелькраут. «Світ, що відрікається від Заходу». Пер. з французької Олег Король. — Л.: часопис «Ї», 1995, № 6